# أدولف لودفيغ هاميلتون
أدولف لودفيغ هاميلتون (بالسويدية: Adolf Ludvig Hamilton)‏ هو سياسي سويدي، ولد في 1 يونيو 1747 في السويد، وتوفي في 10 أكتوبر 1802 في السويد. انتخب Chamberlain (office) ‏ وانتخب عضو البرلمان السويدي ‏.